# Аршавир Таниелян
Аршавир Таниелян е български шахматист и международен съдия по шахматна композиция от 1957 г.
През 1963 г. е удостоен със званието „майстор на спорта по шахматна композиция“.
Най-доброто му класиране на Първенството на България по шахмат е осмо място през 1938 г.
През април 1936 г. печели партията си срещу Александър Алехин на сеанса му в София.